# Lista de membros titulares da Academia Brasileira de Ciências empossados em 2011
Esta lista contém os nomes dos membros titulares da Academia Brasileira de Ciências empossados em 2011.
| Imagem | Nome                               | Datas de nascimento e falecimento | Local de nascimento | Área de especialização | Alma mater                 | Data de posse      | Conhecido por | Referências |
| ------ | ---------------------------------- | --------------------------------- | ------------------- | ---------------------- | -------------------------- | ------------------ | --- | ----------- |
|        | Alberto Henrique Frade Laender     | 20 de abril de 1951               |                     | Ciências da Engenharia | UFMG                       | 03 de maio de 2011 | Foi um dos criadores, e também primeiro editor-chefe, do Journal of Information and Data Management. Co-fundador da Akwan Information Technologies                                  | [ 2 ]       |
|        | Alvaro Toubes Prata                | 24 de setembro de 1955            | Uberaba, MG         | Ciências da Engenharia | UnB                        | 08 de maio de 2011 | Recebeu o Prêmio Anísio Teixeira (2011). | [ 3 ]       |
|        | Antonio Carlos Boschero            | 27 de janeiro de 1943             |                     | Ciências Biomédicas    | UNESP                      | 03 de maio de 2011 | | [ 4 ]       |
|        | Benildo Sousa Cavada               | 12 de dezembro de 1953            |                     | Ciências Agrárias      | UFPEL                      | 03 de maio de 2011 | | [ 5 ]       |
|        | Edmar Lisboa Bacha                 | 14 de fevereiro de 1942           | Lambari, MG         | Ciências Sociais       | UFMG                       | 03 de maio de 2011 | Prêmio Jabuti (2017). Presidente do BNDES (1995). Sexto ocupante da cadeira 40 da Academia Brasileira de Letras, eleito em novembro de 2016 na sucessão de Evaristo de Moraes Filho | [ 6 ]       |
|        | Eduardo de Sequeira Esteves        | 01 de junho de 1966               |                     | Ciências Matemáticas   | ITA                        | 03 de maio de 2011 | | [ 7 ]       |
|        | Francisco Antonio Bezerra Coutinho | 01 de janeiro de 1943             |                     | Ciências Físicas       | UFPE                       | 03 de maio de 2011 | | [ 8 ]       |
|        | Frank Herbert Quina                | 23 de março de 1947               | EUA                 | Ciências Químicas      | en:Stetson University, EUA | 03 de maio de 2011 | | [ 9 ]       |
|        | Jayme Luiz Szwarcfiter             | 05 de julho de 1942               | Rio de Janeiro, RJ  | Ciências da Engenharia | UFRJ                       | 03 de maio de 2011 | Tem um Número de Erdős 2. Recebeu o Prêmio Almirante Álvaro Alberto (2001). | [ 10 ]      |
|        | Jefferson Cardia Simões            | 04 de agosto de 1958              |                     | Ciências da Terra      | UFRGS                      | 03 de maio de 2011 | | [ 11 ]      |
|        | João Santana da Silva              | 13 de março de 1952               |                     | Ciências Biomédicas    | USP                        | 03 de maio de 2011 | | [ 12 ]      |
|        | Mara Helena Hutz                   | 02 de agosto de 1950              |                     | Ciências Biológicas    | UFRGS                      | 03 de maio de 2011 | | [ 13 ]      |
|        | Marcos Assunção Pimenta            | 11 de abril de 1958               |                     | Ciências Físicas       | UFMG                       | 03 de maio de 2011 | | [ 14 ]      |
|        | Maria Paula Cruz Schneider         | 21 de agosto de 1951              |                     | Ciências Biológicas    | UFPA                       | 03 de maio de 2011 | | [ 15 ]      |
|        | Pablo Augusto Ferrari              | 13 de julho de 1951               |                     | Ciências Matemáticas   | UBA, Argentina             | 03 de maio de 2011 | | [ 16 ]      |
|        | Raúl Antonino Feijóo               | 09 de novembro de 1945            | Argentina           | Ciências da Engenharia | UNC, Argentina             | 03 de maio de 2011 | Foi orientado por Luiz Bevilacqua | [ 17 ]      |
|        | Sara Teresinha Olalla Saad         | 19 de junho de 1956               |                     | Ciências da Saúde      | FMJ                        | 03 de maio de 2011 | | [ 18 ]      |
|        | Sérgio Luis Costa Ferreira         | 21 de setembro de 1955            |                     | Ciências Químicas      | UFBA                       | 03 de maio de 2011 | | [ 19 ]      |
|        | Sergio Miceli Pessôa de Barros     | 16 de maio de 1945                | Rio de Janeiro, RJ  | Ciências Sociais       | PUC-Rio                    | 03 de maio de 2011 | Autor do livro "Intelectuais à Brasileira" (2001) | [ 20 ]      |
|        | Sylvio Roberto Accioly Canuto      | 10 de junho de 1950               |                     | Ciências Físicas       | UnB                        | 03 de maio de 2011 | É Editor do periódico Spectrochimica Acta A:Molecular and Biomolecular Spectroscopy                                                                                                 | [ 21 ]      |